# Sundheimer
Das Sundheimer ist eine deutsche Hühnerrasse, die auch als Sundheimer Huhn bekannt ist. Das Sundheimer gilt als ältestes Zwiehuhn und ist der einzige Hühnerschlag, der in Baden erzüchtet wurde. Durch die Lage des Zuchtzentrums Sundheim, einem Ortsteil von Kehl wurden die Zuchtziele je nach staatlicher Zugehörigkeit von Straßburg als zeitweiligem Hauptabsatzmarkt stark beeinflusst. Die zutraulichen Tiere sind gute Winterleger. Zwischenzeitlich galten Sundheimer als stark gefährdet, ihr Bestand hat sich in den letzten Jahren jedoch deutlich erholt.

## Herkunft und Entwicklung
Der Ursprung des Sundheimer Huhns liegt im Umkreis von Straßburg und Kehl, wobei davon auszugehen ist, dass die Bauern auf der deutschen Seite des Hanauerlandes bereits seit Anfang des 18. Jahrhunderts damit begonnen hatten, schwere Fleischhühner für den Straßburger Markt oder für Gaststätten dieses bedeutenden Zentrums im südlichen Oberrheintal zu erzeugen. Zur Zucht dieser schweren Hühner wurden Landrassen verwendet, in die gegen Ende des 18. Jahrhunderts wahrscheinlich Belgische oder Nordfranzösische Kämpfer eingekreuzt wurden. Ab 1855 wurden Brahma, später Dorking und nach 1870 Wanzenauer Hähne zur Zucht verwendet, die ihrerseits aus bodenständigen Masthühnern und Houdans entstanden waren. Diese sogenannten Wanzenauer, benannt nach dem elsässischen Ort Wanzenau, wurden in erster Linie zur Verfeinerung der Fleischstruktur eingesetzt, da nach dem 1871 erfolgten Anschluss des Elsass an das Deutsche Reich vor allem mit Straßburg ein Markt für qualitativ hochwertige Fleischhühner entstanden war.
Um ein möglichst gleichbleibendes Produkt am Markt anbieten zu können, wurde 1886 in Sundheim eine bäuerliche Zuchtgenossenschaft, die „Vereinigung des Sundheimerhuhnes“ gegründet, die auf einem separaten Grundstück eine Mastanstalt nach französischem Vorbild einrichtete. Die Jungtiere wurden vielfach während des Winters im Wohnbereich der Bauern als Stubenküken in speziellen Kisten unter der in Südbaden typischen Kachelofen-Bank aufgezogen.

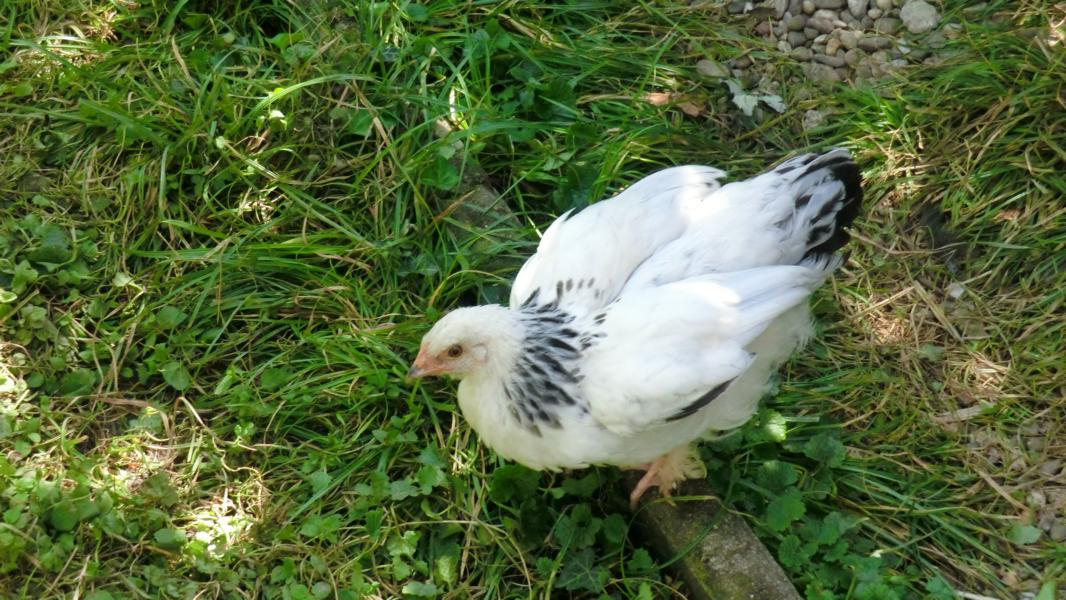
Sundheimer Küken, 10 Wochen alt

Ziel war, die Rasse als DLG-geprüftes Markenzeichen, eben das „Sundheimerhuhn“, zu etablieren. Die hohe Qualität, die sich an französischen Ansprüchen orientierte, führte dazu, dass Sundheimer Mastgeflügel bald nicht nur in den Gasthäusern von Straßburg, sondern auch denen von Kehl, Offenburg, Baden-Baden und Karlsruhe hoch geschätzt wurde.
In Baden waren die bäuerlichen Zuchtgenossenschaften in Sundheim und Sand Zentren der Zucht des Sundheimerhuhnes, zudem bemühte sich der Geflügelzuchtverein Kork um die Entwicklung dieser Rasse. Aber auch in anderen Gegenden des damaligen Reiches gab es Interesse an dieser leicht mästbaren und widerstandsfähigen Hühnerrasse. 1898 hat die Landwirtschaftskammer Wiesbaden das Sundheimerhuhn in Hessen eingeführt und im benachbarten Elsass haben Züchter diese Rasse genutzt.
Nachdem nach dem Ersten Weltkrieg das Elsass wieder an Frankreich gekommen war, fiel mit Straßburg ein wesentlicher Absatzmarkt für das fleischbetonte Sundheimerhuhn weg. Unter anderem aus diesem Grund wurde die Rasse mit dem Ziel eines leicht mästbaren, mittelschweren und gut legenden Zwiehuhns weitergezüchtet.
Heute sind Sundheimer unter anderem bei Züchtern beliebt, die sich wirtschaftlich orientieren und Wert sowohl auf qualitativ hochwertiges Fleisch als auch auf Eier legen. Zudem werden derzeit vor allem Sundheimer Hennen von Menschen nachgefragt, die Hühner im eigenen Garten halten möchten. Zu dieser momentanen Entwicklung tragen Zutraulichkeit, geringes Flugvermögen und, sofern auch ein Hahn mitgehalten werden soll, dessen zurückhaltende Art zu krähen, bei.

## Bestand und Gefährdung
1996 war der Bestand bereits auf weniger als 700 Tiere geschrumpft. So stand es zwischenzeitlich auf der „Roten Liste bedrohter Geflügelrassen“ der BDRG und GEH in der Gefährdungsklasse II (stark gefährdet).
In den letzten Jahren hat sich der Bestand nicht zuletzt durch den aktuellen Trend der Selbstversorgung deutlich erholt. Nach Bestandserfassungen des BDRG 2020 landeten die Sundheimer Hühner mit 2628 Zuchtieren sogar auf Platz 8 der am häufigsten gehaltenen Rassen in Deutschland.
Um die Pflege und Erhaltung des Sundheimer Huhns sowie seiner Zwergform bemüht sich der „Verein zur Erhaltung des Sundheimer- und des Zwerg-Sundheimer-Huhnes“, Nachfolgeverein der 1886 in Sundheim gegründeten „bäuerlichen Zuchtgenossenschaft“.

## Eigenschaften und Leistung
Die Hähne werden 3 bis 3,5 kg schwer und die Hennen erreichen ein Gewicht von 2,5 bis 3 kg. Ihr feines Fleisch ist nicht nur von wirtschaftlich orientierten Züchtern geschätzt, zumal die Jungtiere bei entsprechender Versorgung relativ schnell heranwachsen. Gleichzeitig hat das Sundheimer Huhn, das als älteste deutsche Zwiehuhnrasse gilt, eine hohe Legeleistung von etwa 175 bis 200 Eier, wobei sie als gute Winterleger gelten. Die Eier sind meist hellbraun. Die Hennen beginnen im Alter von etwa sechs Monaten zu legen.
Sundheimer Hühner gelten als zutraulich und ruhig, die Hähne krähen verhalten und nicht übermäßig häufig. Wegen ihres Gewichts und der relativ kurzen Flügel sind sie keine guten Flieger und somit auch für die Haltung in Kleingärten ohne besonders hohe Einfriedung geeignet. Sundheimer sind intensive Futtersucher und nutzen Grasausläufe oder dörfliche Gärten sehr gut. Sundheimer Hennen haben keinen ausgeprägten Bruttrieb.

## Rassemerkmale

### Vorläufer
Wie andere Hühnerrassen auch hat das Sundheimerhuhn abhängig von den jeweiligen Bedürfnissen ganz unterschiedliche Stadien durchlaufen. So schreibt Jean Bungartz in seinem Buch „Hühnerrassen. Illustrirtes Handbuch zur Beurtheilung der Rassen des Haushuhnes“ 1893 über das Sundheimer Huhn:

„Im badischen Kreis Offenburg wird seit Jahren ein besonderer Hühnerschlag gezüchtet, welcher nach dem Dorfe Sundheim den Namen „Sundheimer Huhn“ führt. Dieser Landhuhnschlag soll sich ohne menschliche Eingriffe aus sich selbst herausgebildet haben und ein wirklich empfehlenswerther Nutzhuhnschlag sein. Die Figur des Sundheimer Huhns steht zwischen Cochin und Brahma, welche es wohl an Größe und Gewicht erreichen, aber eine mehr schlankere Form als diese zeigen. Die meist vorkommende Farbe ist hell- und dunkelgesperbert, dann einfarbig gelb, scheckig, grau und selten weiß. Gegen Witterungseinflüsse ist das Sundheimer Huhn ziemlich widerstandsfähig, zeigt rasches Wachsthum, leichte Aufzucht, große Fruchtbarkeit und schnelle Mast. Das Fleisch ist ausgezeichnet, dabei erreicht dieses Huhn ein ziemliches Gewicht und soll auch als Brüterin gute Dienste leisten.“

1905 wird dann berichtet, die Farbe sei „hell brahmafarbig, auch gelb, lachsfarbig, weiß, grau geperlt und gestrichelt, hie und da hell mit dunkler Sperberung auf Sattel und Schwanz“. Dazu kam, dass in den jeweiligen Orten unterschiedliche Typen gezüchtet wurden. „Der Geflügelverein Kork züchtet lachsfarbig mit Bart, die bäuerlichen Zuchtgenossenschaften aus Sand und Sundheim hell-brahmafarbig, ohne Bart mit kleinem Stehkamm“, ist weiter in dem Bericht von 1905 zu lesen.
Im Jahr 1912 wurde in Heilbronn eine Musterbeschreibung veröffentlicht, bei der unter anderem die Gefiederfärbung als „hell-brahmafarbig mit etwas mehr weiß“ angegeben wird und nach der die Läufe „leicht befiedert“ sein sollen. Über die Rassenbeschreibung aus dem Jahre 1914 schreibt Copi: „Es gibt nur einen Farbenschlag. REINWEISS!“ Diese Festlegung der Farben besteht bis heute, auch wenn andere Merkmale in der Zwischenzeit durch Zucht verändert worden sind, etwa die Brutfreudigkeit, die von Bungartz noch besonders betont wird, während die Hennen heute nicht als besonders gute Brüterinnen gelten.
Noch drastischer war der Wechsel des Zuchtziels vom reinen Masthuhn zum Zwiehuhn, der um 1920 wegen des weitgehenden Wegfalls des Straßburger Marktes vorgenommen worden ist. Im Jahr 1939 war nach Copi „der perfekte Sundheimertyp erreicht“. Die Population wurde allerdings durch Kriegsereignisse so stark dezimiert, dass die Rasse fast ausgestorben wäre.

### Aktuelle Kennzeichen
Die aktuelle Musterbeschreibung wurde 1966 festgelegt.
Danach ist der Kopf des Huhnes rein silberweiß, der Halsbehang hat einen breiten, tiefschwarzen, grünglänzenden Schaftstrich mit silberweißem Saum. Hahn und Henne sind fast übereinstimmend gezeichnet.
Die Rasse tritt ausschließlich im Farbschlag weiss-schwarzcolumbia auf, im Gegensatz zu den nur äußerlich ähnlichen Sussex ist jedoch kein Kragenschluss erforderlich.
Der waagerechte Rumpf ist voll, breit und tief, die vorgewölbte Brust verrät guten Fleischansatz. Auch der Rücken muss breit sein, wobei die Linie flach verläuft und der Sattel nur flach zum Schwanz hin verläuft. Der Schwanz selbst ist nicht lang, sondern wird sichelförmig getragen. Sundheimer haben nur wenig sichtbare Schenkel, die Läufe sind schwach, teilweise bis zu den Außenzehen befiedert.
Der Kopf soll breit sein und einen kleinen, einfach geschnittenen Kamm tragen. Auch die Hennen haben einen Stehkamm. Sundheimer haben rote, längliche Ohrlappen und kurze, mehr runde Kehllappen. Die Augen sind orangerot bis rot.

## Zwergform
Mit dem Zwerg-Sundheimer existiert auch eine anerkannte Zwerghuhnrasse, die relativ gut verbreitet ist.
Erste Zwergformen des Sundheimer Huhns wurden um 1920 mit Zwerg-Sussex gekreuzt. Von diesen Tieren waren nach 1945 nur noch wenige Exemplare in Sundheim verblieben, mit denen der Fritz Walter weiter züchtete, ohne dass diese Zucht, die 1952 in Hannover ausgestellt wurde, offizielle Anerkennung fand. Nach Walters Tod 1961 verschwand die Rasse. Erst ab 1977 züchteten Johann Bilina, Günter Copi und Willi Wolf aus den Stammeltern Zwerg-Cochin, Deutsches Zwerg-Lachshuhn, Zwerg-Sussex und Großen Sundheimern eine neue Zwergrasse, die 1980 anerkannt wurde.
Zwerg-Sundheimer ähneln in zahlreichen Eigenschaften der großen Rasse: Sie sind zutraulich, legen eine beachtliche Zahl bräunlicher Eier, die auch punktiert sein können und sind gegen raue Witterung widerstandsfähig. Sie bewegen sich viel und sind gute Futtersucher.
Sundheimer-Zwerghühner sind mittelschwer, haben einen vollen, breiten und tiefen Rumpf in fast waagerechter Haltung. Sie haben knapp mittellange Schenkel und leicht befiederte Läufe. Der Kamm ist einfach und stehend, die Ohrlappen rot, die Kehllappen kurz und rundlich. Der Farbschlag ist wie bei der großen Rasse weiß-schwarzcolumbia.
Der Hahn erreicht ein Gewicht von ca. 1,2 kg, die Henne erzielt ein kg. Sundheimer Zwerg-Hennen legen ca. 160 Eier im Jahr, wobei die Eier ein Gewicht von etwa 45 g erreichen.

## Sonstiges
2014 wurde das Sundheimerhuhn von Slow Food Deutschland in die „Arche des Geschmacks“ aufgenommen.